# Paralystra emma
Paralystra emma är en insektsart som beskrevs av White 1846. Paralystra emma ingår i släktet Paralystra och familjen lyktstritar. Inga underarter finns listade i Catalogue of Life.